# Ponte de Santa Quitèria
A Ponte de Santa Quitèria ou Santa Quiteria é uma ponte medieval sobre o rio Mijares ou Millars. Localiza-se entre os município espanholes de Almazora e Vila-real, na província de Castelló, na Comunidade Valenciana.
Por este local passava uma estrada, possivelmente do período romano. Na Idade Média o Cami Real cruzava o rio neste local. A ponte, exemplo da arquitetura civil pública medieval, encontra-se classificada como Bem de Interesse Cultural desde 2006 com o código RI-51-0011536. A ponte ha 154 m de comprimento, 3 m de largura e cerca de 9 m de altura acima do leito do rio.